# 64-es főút (Szlovákia)
A 64-es főút Szlovákia egyik 1. osztályú főútja, mely Komárom és Zsolna között épült meg. Teljes hossza 203,371 km. Legdélebbi szakaszával a Monostori hídhoz csatlakozik, magyarországi folytatása a Komáromon át Kisbérre vezető 13-as főút (korábbi, ideiglenes számozása szerint 131-es főút).